# Roger-A. Blondeau
Roger Albert Blondeau (Beveren-Leie, 18 april 1919 - Roesbrugge-Haringe, 11 juli 2008) was een Vlaams schrijver.

## Levensloop
Blondeau werd geboren als natuurlijke zoon van Marie-Marguerite Blondeau (1887-1960). Hij trouwde met Suzanne Pyfferoen (1917-2009).
Hij studeerde wis- en natuurkunde, werd belastingambtenaar en klom op tot hoofdcontroleur van de directe belastingen.
Hij werd bekend als auteur van boeken en artikels over wetenschappelijke onderwerpen. Hij publiceerde onder meer verschillende werken gewijd aan zijn beroemde streekgenoten Jan Palfijn en Jan Yperman, evenals aan de sterrenkundige Ferdinand Verbiest.
Na vele jaren activiteit vanuit zijn woning in Roesbrugge (bij Poperinge gevoegd) overleed hij er en werd met een uitvaart in zijn dorpskerk uitgeleid gedaan. Zijn as werd verspreid op de strooiweide van het gemeentelijk kerkhof.
De romanschrijver Thomas Blondeau (1978-2013), die vroeg overleed, was zijn kleinzoon.

## Publicaties
- Mandarijn en astronoom : Ferdinand Verbiest, s.j. (1623-1688) aan het hof van de Chinese Keizer, Brugge, Desclée de Brouwer, 1970.
- De posterij te Roesbrugge, in: De Schreve, 1972.
- Petrus Plancius (1552-1622) van Dranouter, Roesbrugge, Schoonaert, 1972.
- Petrus Bertius (1565-1629) cosmograaf van Lodewijk XIII van Frankrijk (geboren op de Beverenkalsijde), Roesbrugge, Schoonaert, 1973.
- Wetenschappen in Vlaanderen : De zeventiende en achttiende eeuw, Hasselt, Heideland, 1975.
- Wetenschappen in Vlaanderen: De negentiende en twintigste eeuw, Hasselt, Heideland, 1975.
- De plantkundige Louis Magnel (1963-1930) was controleur der douane in Roesbrugge, Roesbrugge, Schoonaert, 1976.
- Ferdinand Verbiest : (1623-1688) : als Oost en West elkaar ontmoeten, Tielt, Lannoo, 1983.
- Westerse wetenschap in China, in de 17de eeuw : was dit verouderde wetenschap, Brussel, Paleis der Academiën, 1985.
- Ferdinand Verbiest s.j. (1623-1688) als wetenschapsmens : was hij een groot geleerde? Bracht hij verouderde wetenschap naar China? (samen met Martin Schoonaert & Ingeborg Balduck), Roesbrugge, Schoonaert, 1987.
- Wetenschap in de taal der Vlamingen : vanaf Jacob van Maerlant tot de stichting van de Akademiën, Gent, Reinaert-Het Volk, 1991.
- Een ruimtevaarder uit de Westhoek : Dr. ir. Dirk Frimout van Poperinge en de atlas 1- vlucht, Roesbrugge, Schoonaert, 1992.
- Mercator van Rupelmonde, Tielt, Lannoo, 1993.
- Jan Palfijn : een Vlaams heelmeester in de 17de en 18de eeuw, Tielt, Lannoo, 1997.
- Roesbrugge-Haringe in woord en beeld, (samen met Luc Schoonaert), Roesbrugge, Schoonaert, 1998.
- Wetenschap en onderwijs in Vlaanderen na 1830 en in de Vlaamse Beweging, Roesbrugge, Schoonaert, 2001.
- Geuzen in de Westhoek. Het epicentrum van de Beeldenstorm, Balloon Media, 2001.
- Jan Yperman ca 1275-1331 : vader van de Vlaamse heelkunde, Ieper, Ziekenhuis Jan Yperman, 2005.
- Een Poperingse tandentrekker in Roesbrugge, in: De Schreve, 2006.
- Blondeau schreef talrijke artikels in het tijdschrift De IJzerbode, waarvan hij de hoofdredacteur was.

## Eerbetoon
- Blondeau ontving de Sartonmedaile van de Universiteit Gent
- Hij ontving de J. Gillisprijs voor geschiedenis van de wetenschap, vanwege de Koninklijke Academie voor Wetenschappen, Letteren en Schoone Kunsten van België.